# Chimaera jordani
Chimaera jordani — хрящевая рыба, вид отряда химерообразных. Видовое название jordani присвоено в честь американского ихтиолога Дэвида Старра Джордана (1851‒1931) за его обширную работу по изучения рыб Японии.
Максимальная длина тела 64 см. Обитает в северо-западной части Тихого океана: известна только из типового местонахождения, моря Сагами (Япония). Также есть образцы из восточной Атлантики от берегов западной Сахары до Гвинеи, но их таксономический статус не определён. Глубоководная батидемерсальная рыба. Встречается на глубине от 750 до 1600 метров. Одиночное, яйцекладущее животное. Яйца заключены в роговые оболочки. Безвредна для человека, для оценки охранного статуса Chimaera jordani недостаточно данных, объектом промысла она не является.